# Avideh Zakhor
Avideh Zakhor (* 1964 in Iran) ist eine iranisch-amerikanische Informatikerin. Ihre 3D-Modellierung ist Kern von Google Earth.

## Leben
Mit einem Stipendium der iranischen Regierung ging Zakhor in Wales zu Schule. Nach dem Sturz des Schahs floh ihre Familie nach Los Angeles. Zakhor studierte  Elektroingenieurwesen am CalTech. Nach ihrem B.Sc. 1983 als Jahrgangsbeste wechselte sie zum Graduiertenstudium ans MIT, wo sie 1985 einen Master und 1987 einen Ph.D. in E-Technik und Informatik erwarb. Seit 1988 lehrt sie an der UC Berkeley, zunächst als Assistant Professor, ab 1994 als Associate Professor und seit 1998 als Ordentliche Professorin.
Seit 2002 ist sie Fellow des IEEE.
Zakhor ist verheiratet und hat einen erwachsenen Sohn.

## Preise und Auszeichnungen
- General Motors Stipendium, 1982-3
- Henry Ford Engineering Award, 1983
- Hertz Fellowship, 1984–1988
- Analog Devices Junior Faculty Development Award 1990–1995
- IBM Junior Faculty Development Award 1990–1991
- Presidential Young Investigator (PYI) Award, 1990
- Office of Naval Research Young Investigator Award, 1992
- IEEE Signal Processing Society Transactions Young Paper Award (with S. Hein) 1997
- IEEE Circuits and Systems Society Video Technology Transactions Best Paper Award (mit D. Taubman), 1997
- IEEE Circuits and Systems Society Video Technology Transactions Best Paper Award (mit R. Neff), 1999
- International Conference on Image Processing best paper award (with R. Neff). 1999
- Packet Video Workshop best paper award (mit T. Ngyuen), 2002.
- 2004 Okawa Foundation Prize.
- Best paper award beim IEEE Workshop 2007